# الحوار الأمني الرباعي

يتم تمييز أستراليا والهند واليابان والولايات المتحدة باللون الأزرق.

الحوار الأمني الرباعي، المعروف أيضًا باسم كواد (Quad)، هو حوار إستراتيجي غير رسمي بين الولايات المتحدة واليابان وأستراليا والهند يتمثل بالمحادثات بين الدول الأعضاء. بدأ الحوار في عام 2007 من قبل رئيس وزراء اليابان شينزو آبي، بدعم من نائب الرئيس الأمريكي ديك تشيني ورئيس وزراء أستراليا جون هوارد ورئيس وزراء الهند مانموهان سينغ. توازى الحوار مع المناورات الحربية المشتركة على نطاق غير مسبوق، التي سميت مناورات مليبار. اعتُبرت الترتيبات الدبلوماسية والعسكرية واسعة النطاق رد فعل على زيادة القوة الاقتصادية والعسكرية الصينية، واستجابت الحكومة الصينية للحوار الرباعي بإصدار احتجاجات دبلوماسية رسمية على أعضائه.
توقف التكرار الأول للحوار الأمني الرباعي بعد انسحاب أستراليا خلال فترة ولاية رئيس الوزراء كيفين رود، ما عكس المخاوف الأسترالية بشأن الانضمام إلى تحالف ضد الصين مع اثنين من أعدائها التاريخيين، اليابان والهند. في عهد رود وخليفته جوليا غيلارد، تعزز التعاون العسكري بين الولايات المتحدة وأستراليا، ما أدى إلى توضع القوات البحرية الأمريكية بالقرب من داروين، أستراليا، بالقرب من بحر تيمور ومضيق لومبوك. تستمر الهند واليابان والولايات المتحدة في إجراء مناورات بحرية مشتركة عبر جزيرة مليبار.
ومع ذلك، خلال مؤتمرات القمة لرابطة بلدان جنوب شرق آسيا لعام 2017، انضم الأعضاء الأربعة السابقون في مفاوضات لإحياء التحالف الرباعي. وافق رئيس وزراء أستراليا مالكولم تورنبول، ورئيس وزراء اليابان شينزو آبي، ورئيس وزراء الهند ناريندرا مودي، ورئيس الولايات المتحدة دونالد ترامب، في مدينة مانيلا على إحياء الاتفاقية الأمنية ضمن التوترات السياسية في بحر الصين الجنوبي التي سببتها الصين وطموحاتها الإقليمية بشكل رئيسي.

## الخلفية

### الإطار الإستراتيجي
يُعزى بدء ترتيبات الدفاع الأمريكي والياباني والأسترالي والهندي، على غرار مفهوم السلام الديمقراطي، إلى رئيس وزراء اليابان شينزو آبي. كان من المفترض أن ينشئ التحالف الرباعي «القوس الديمقراطي الآسيوي»، وأن يشمل في النهاية بلدانًا في آسيا الوسطى ومنغوليا وشبه الجزيرة الكورية ودولًا أخرى في جنوب شرق آسيا: «جميع البلدان الواقعة على حدود الصين تقريبًا، باستثناء الصين نفسها». أدى ذلك ببعض النقاد، مثل الموظف السابق بوزارة الخارجية الأمريكية مورتون إبرامويتز، إلى وصف المشروع بأنه «خطوة معادية للصين»، بينما وصفه آخرون (مثل العالم السياسي ميخائيل غرين) بأنه تحدٍ ديمقراطي للصين، شنته القوى الآسيوية بالتنسيق مع الولايات المتحدة. بينما كانت الصين تفضل تقليديًا منظمة شانغهاي للتعاون، سُمي التحالف الرباعي «الناتو الآسيوي»؛ كتب دانييل توينينغ من صندوق مارشال الألماني للولايات المتحدة أن هذا الترتيب «قد يؤدي إلى نزاع عسكري»، أو قد يؤدي بدلًا من ذلك إلى «وضع أساس دائم للسلام» إذا أصبحت الصين زعيمة ديمقراطية في آسيا.
دفعت المخاوف بشأن الإنفاق العسكري الصيني والقدرات الصاروخية أستراليا إلى إجراء اتفاق دفاعي مع الولايات المتحدة، على النحو المبين في خطة كانبرا للدفاع لعام 2007؛ أوصى ساندي جوردون من معهد السياسة الإستراتيجية الأسترالي ببيع اليورانيوم إلى الهند على أساس اعتبارات مماثلة، إذ بدا أن الولايات المتحدة دعمتها لتكون «ندًا للصين الصاعدة». سبّب غضب الصين تجاه التحالف الرباعي اضطرابات داخل أستراليا حتى قبل بدء الاتفاقات.
دعا تقرير نشره مجمع التفكير الأمريكي، وهو مركز الأمن الأمريكي الجديد، إلى مزيد من التدخل الأمريكي في آسيا، بحجة أنه في أوائل القرن الحادي والعشرين، «قوض انشغال أمريكا الإستراتيجي في العراق وأفغانستان قدرتها على التكيف مع تحولات القوة الكبرى في منطقة آسيا والمحيط الهادئ والتي مثلت تحديات لدور ميزان القوى التقليدي الأمريكي في المنطقة». دعا سياسيون أمريكيون بارزون من كلا الحزبين الديمقراطي والجمهوري إلى دبلوماسية أكثر عدوانية في آسيا. خلال الحملة الرئاسية الأمريكية لعام 2008، دعا الرئيس أوباما إلى اتحاد عالمي جديد للديمقراطيات لمواجهة تأثير روسيا والصين في مجلس الأمن التابع للأمم المتحدة؛ شارك مسؤولون بارزون من حكومة أوباما في مشروع برنستون، الذي دعا تقريره النهائي إلى بناء »اتحاد جديد للديمقراطيات«. أصدرت مديرة تخطيط السياسات لوزيرة الخارجية هيلاري كلينتون، آن ماري سلوتر، التقرير النهائي لمشروع برينستن، الذي «دعا إلى إعادة تشكيل التضامن العسكري الرباعي بين الولايات المتحدة واليابان وأستراليا والهند». دعا جون ماكين إلى تشكيل «اتحاد الديمقراطيات»، ودعا رودي جولياني إلى دمج الديمقراطيات الآسيوية المؤهلة عسكريًا في حلف الناتو. طُور الحوار الأمني الرباعي في سياق التحديث العسكري الصيني، والموجه نحو الأحداث الطارئة المحتملة في مضيق تايوان وأيضًا نحو «قدرات فرض القوة».

### الحوار الأمني الثلاثي
الحوار الإستراتيجي الثلاثي هو سلسلة من الاجتماعات الثلاثية بين الولايات المتحدة واليابان وأستراليا. عقد اجتماع الحوار الأمني الثلاثي في الأصل على مستوى كبار المسؤولين في عام 2002، ثم ترقى إلى المستوى الوزاري في عام 2005. توقعت الولايات المتحدة أن يساعد الحلفاء الإقليميون في تسهيل تطوير إستراتيجية الولايات المتحدة العالمية لمكافحة الإرهاب وانتشار الأسلحة النووية. في المقابل، توقعت اليابان وأستراليا عدة فوائد بما فيها المشاركة الإستراتيجية الأمريكية المستمرة والحفاظ على الضمانات الإستراتيجية في المنطقة.